# Bolsa de Madrid
Bolsa de Madrid (Madrid Stock Exchange) este o bursă de valori din Spania.